# William Hunter
William Hunter (født 23. maj 1718 i East Kilbride, South Lanarkshire, død 30. marts 1783 i London) var en skotsk læge, bror til John Hunter.
Hunter vandt tidligt stor anerkendelse som forelæser og lærer. Han forlod med tiden sin kirurgiske praksis for udelukkende at hellige sig obstetrikken, som han var mester i. År 1748 blev han udnævnt til fødselskirurg ved Middlesex Hospital, opnåede doktorværdighed af universitetet i Glasgow 1750, samt blev 1764 deltidslæge hos dronning Charlotte.
Hans førende værk er hans undersøgelser af den gravide livmoder (Anatomia uteri humani gravidi tabulis illustrata, 1774). Et andet vigtigt anatomisk værk er Medical Commentaries (1762, supplement 1764), som indeholder en udmærket fremstilling af testiklernes anatomi m.m. Som fødselslæge var han styret af reglen om, at ved fødslen skulle man frem for alt lade naturen råde, støtte og regulere dets virke, og kun i tilfælde af at det synes utilstrækkeligt, at anvende kunstige hjælpemidler. Hans fremragende anatomiske samling, som kun var overgået af broderens, testamenterede han til universitetet i Glasgow.

## galleri
- Illustration fra Anatomia uteri humani gravidi tabulis illustrata.
- Anatomia uteri humani gravidi, 1774